# Chemin des étoiles (Cannes)
Le Chemin des étoiles de Cannes est une « promenade honorifique des étoiles du cinéma » du Festival de Cannes, du parvis du Palais des festivals de La Croisette de Cannes, sur la Côte d'Azur, variante cannoise inspirée du célèbre Hollywood Walk of Fame d'Hollywood Boulevard à Los Angeles en Californie. 

## Histoire
Cette promenade de l'esplanade Georges Pompidou et de ses jardins est inaugurée en 1985 par la municipalité de Cannes, sur le parvis des escaliers et de son tapis rouge emblématique, du Palais du Festival de Cannes,.

Quelques mains et signatures
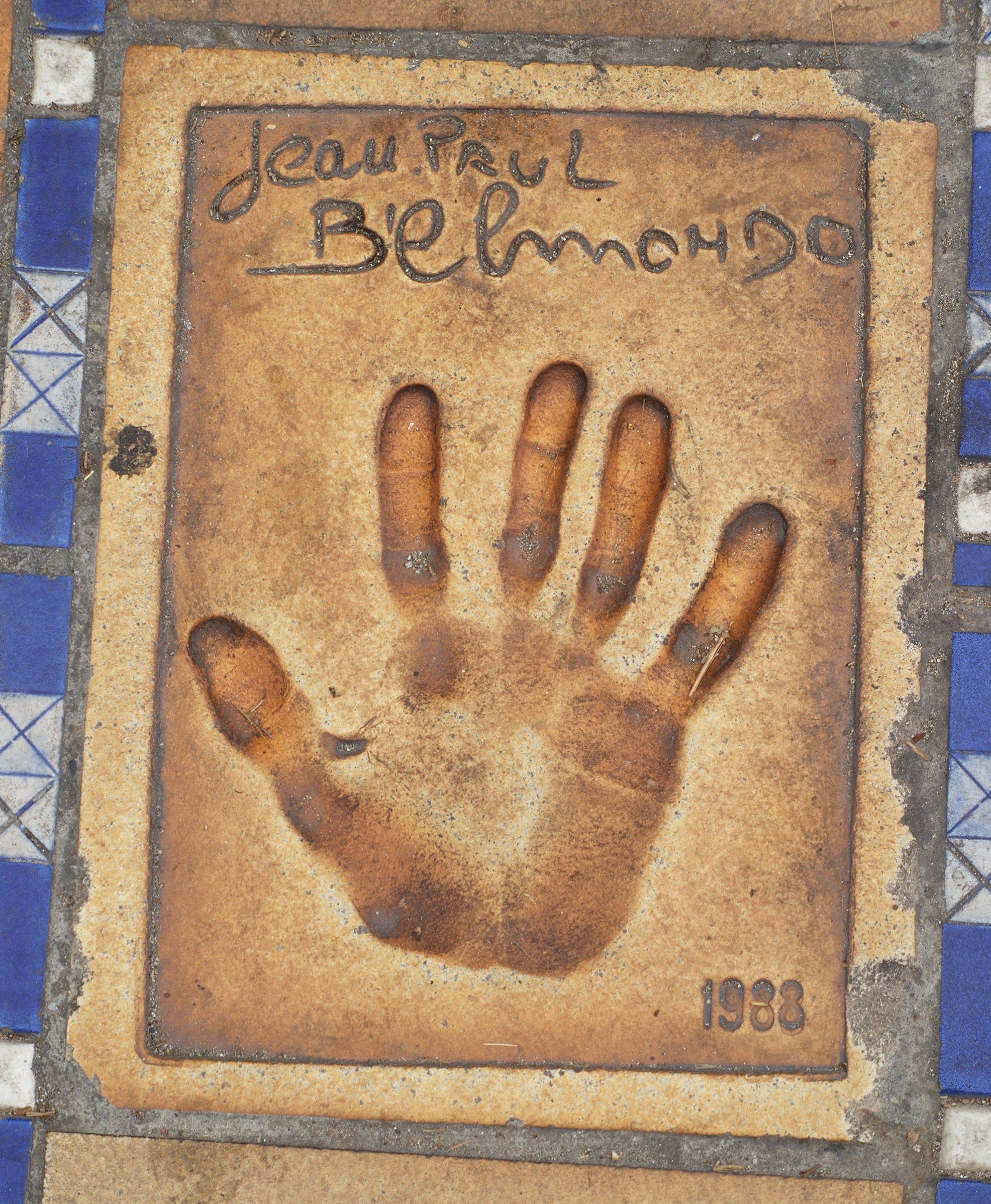
Jean-Paul Belmondo
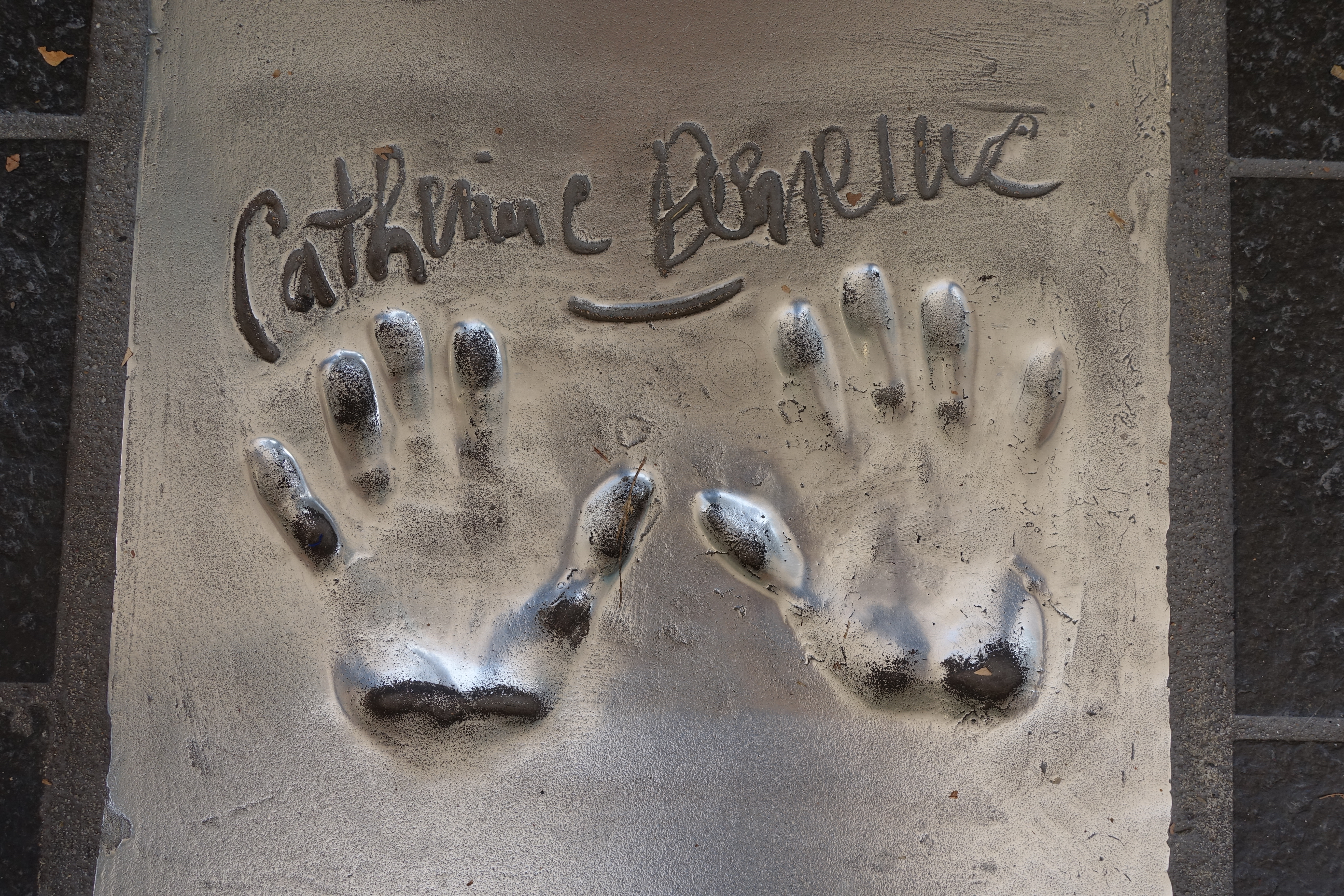
Catherine Deneuve
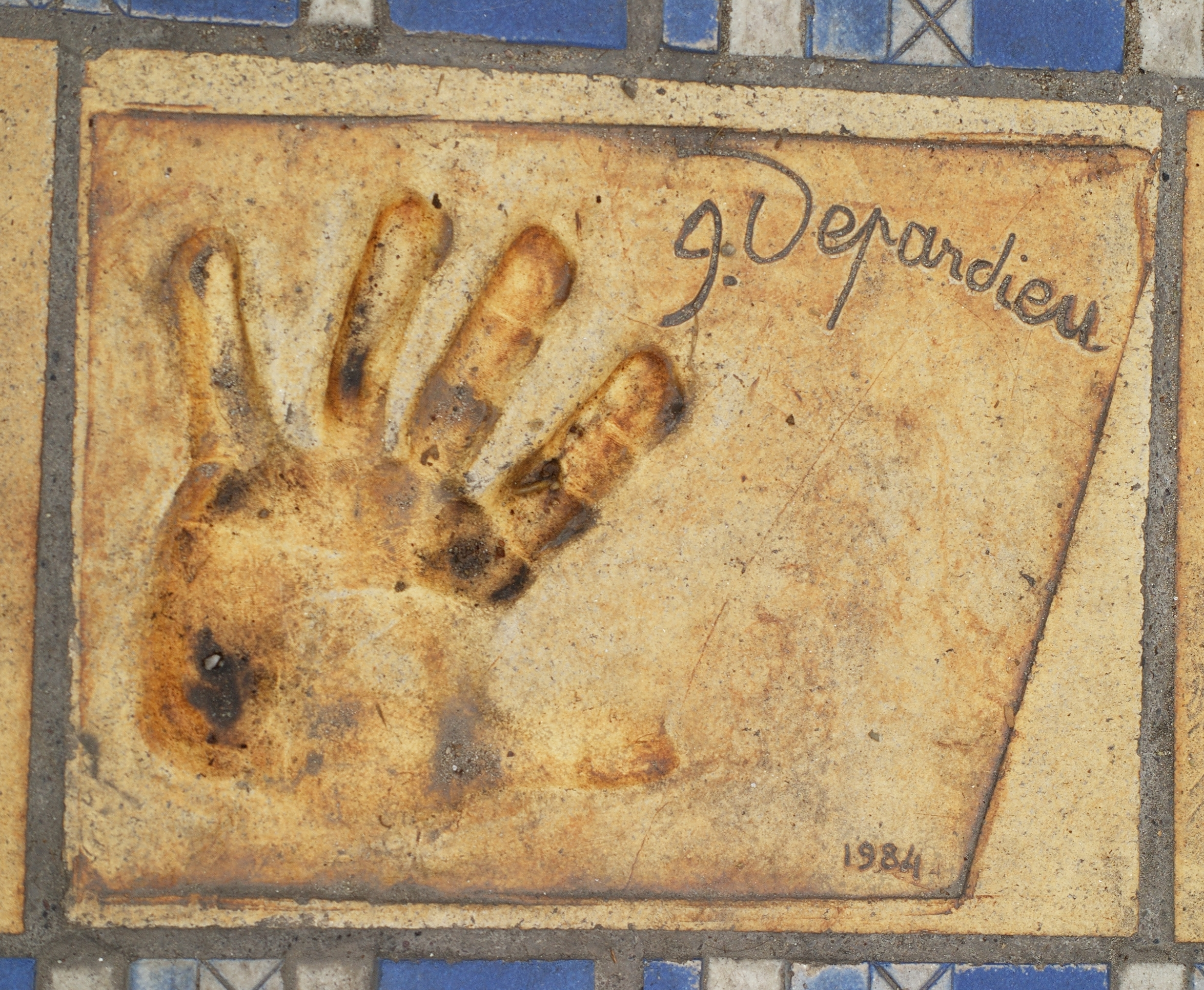
Gérard Depardieu

Elle rend hommage (à l'image du Hollywood Walk of Fame de Los Angeles) à plus de 100 étoiles du cinéma et de l'industrie du spectacle, de l'histoire du Festival de Cannes et de l'histoire du cinéma mondial, avec les moulages sur nature de leurs noms-autographes et des empreintes de leurs mains datées « gravés dans la pierre » dans des dalles en ciment (avec un aspect argenté ou de terre cuite provençale régionale).

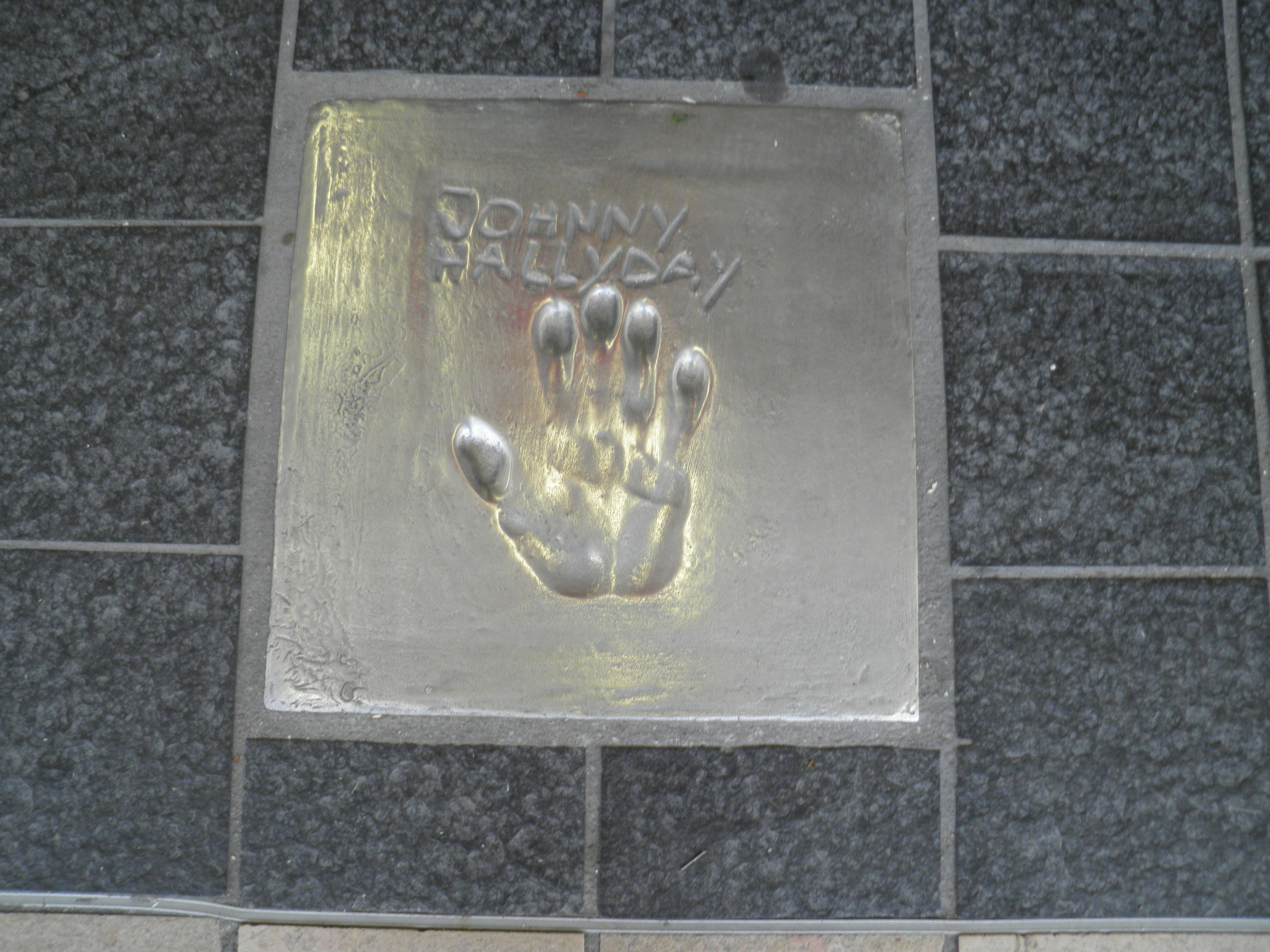
Johnny Hallyday
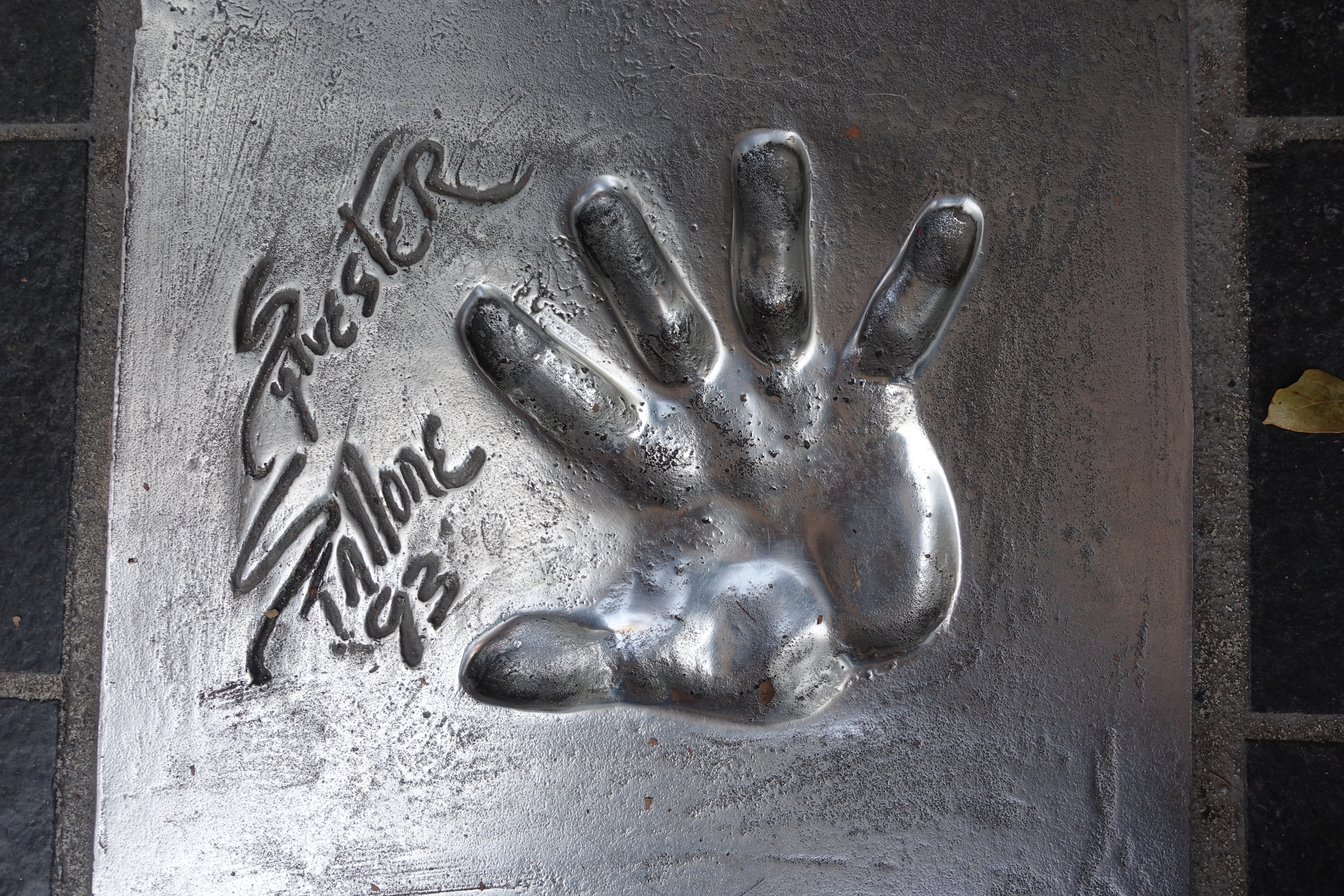
Sylvester Stallone
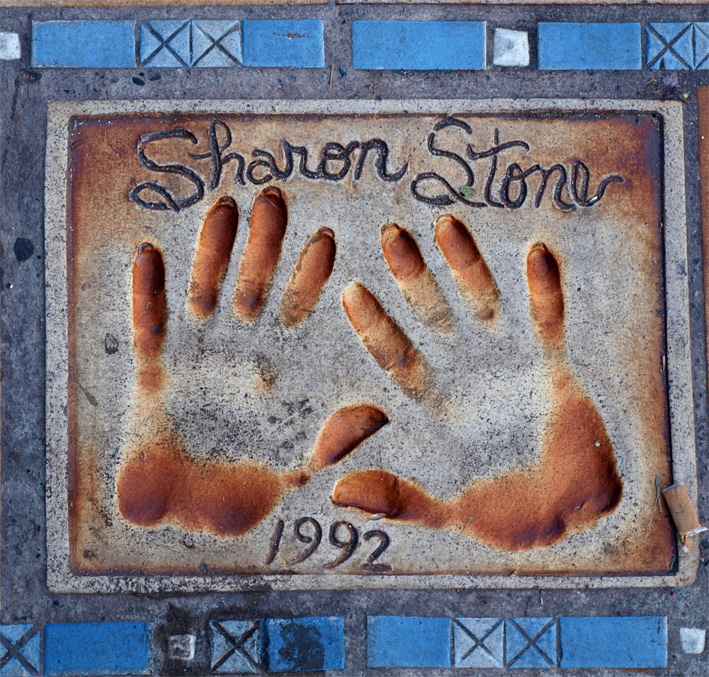
Sharon Stone

Cette promenade de La Croisette, sur la route du bord de mer de la Côte d'Azur, est un des hauts lieux d'attraction touristique de la ville de Cannes.  

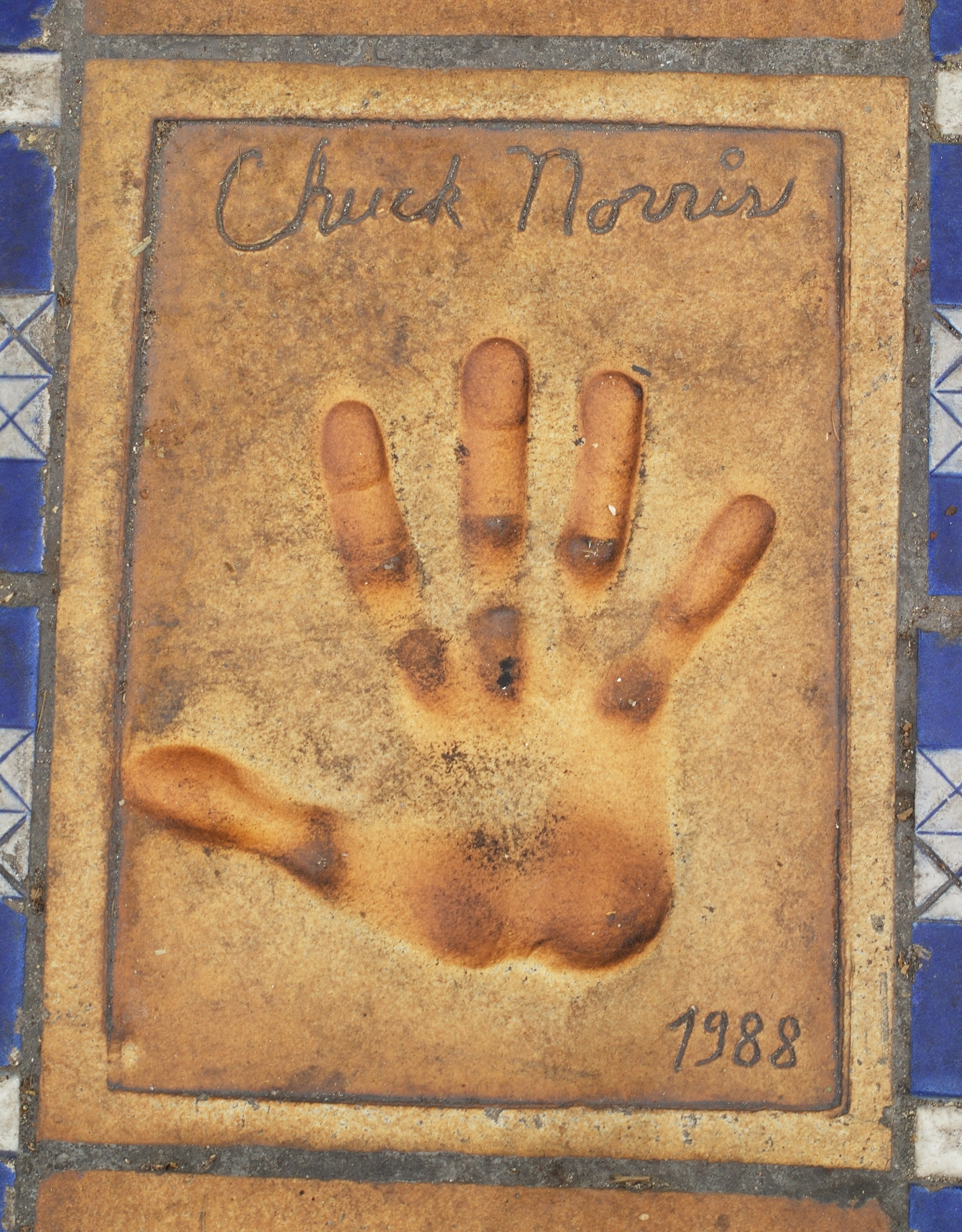
Chuck Norris
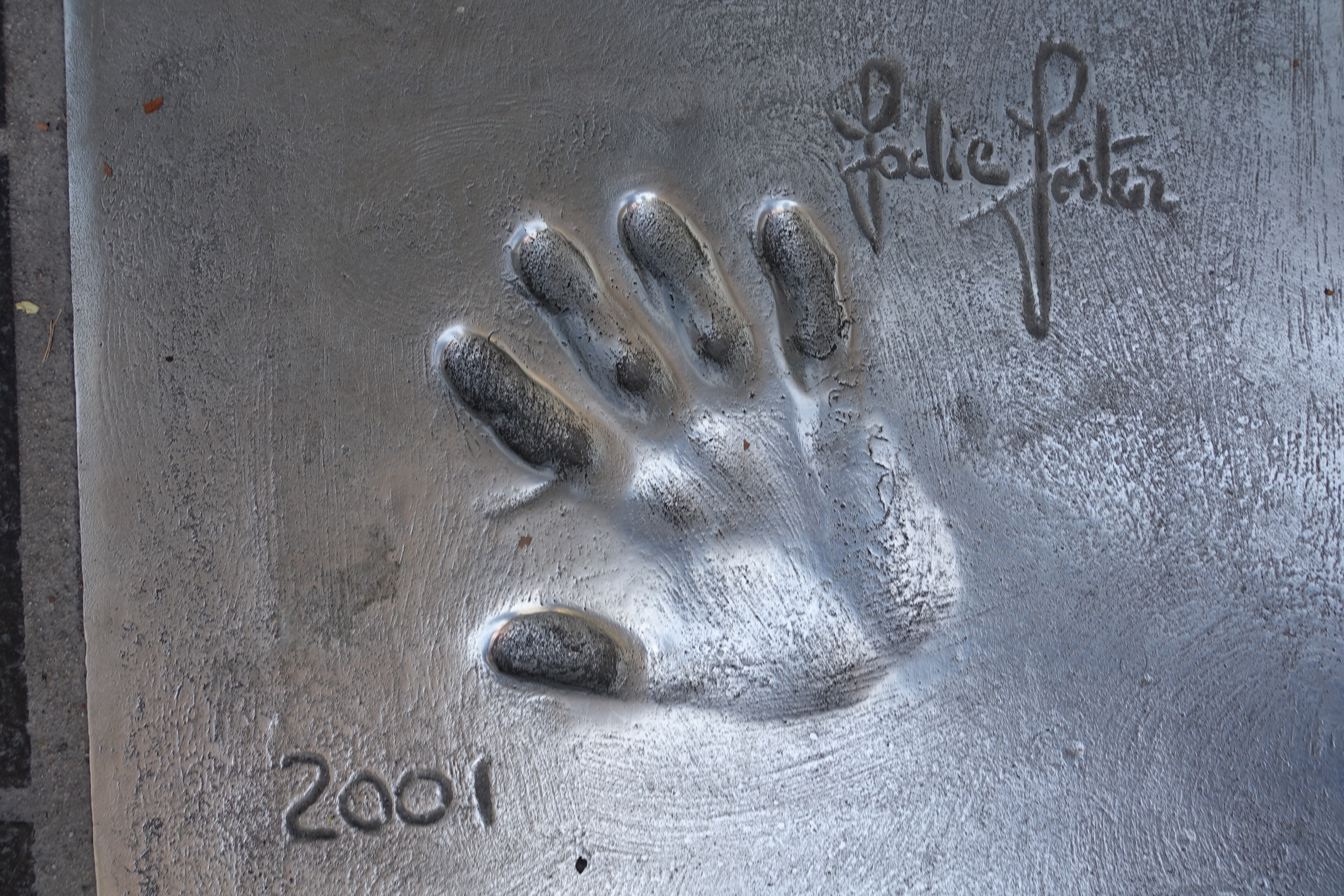
Jodie Foster
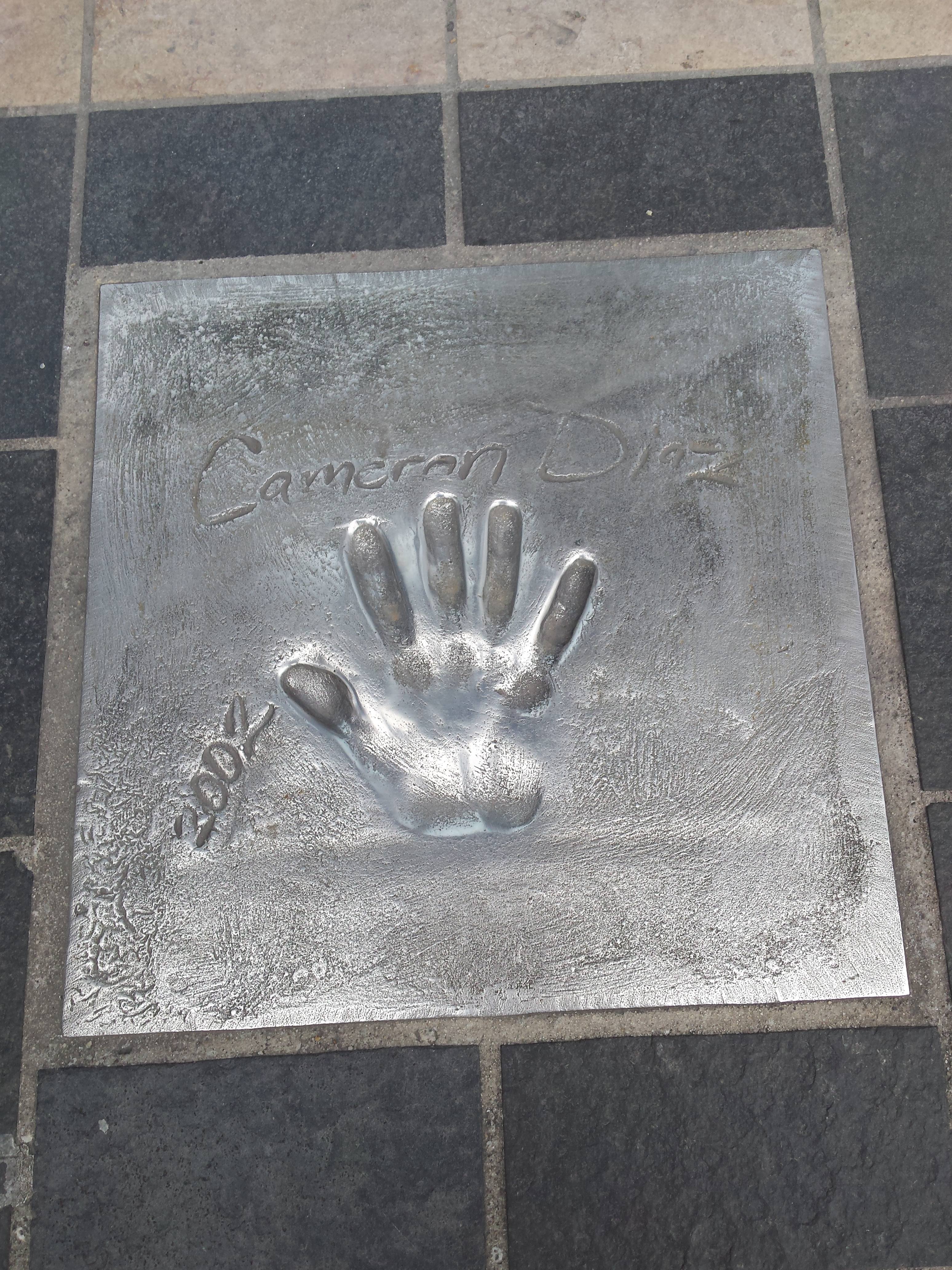
Cameron Diaz

## Quelques autres chemins des étoiles
- Promenade des Planches du Festival du cinéma américain de Deauville
- Hollywood Walk of Fame d'Hollywood Boulevard à Los Angeles en Californie